# عبد الكريم الغرناطي
عبد الكريم بن محمد القيسي الغرناطي (عقد 1400م/ 800 هـ - ق. 1485 م/ 890 هـ) فقيه مسلم وشاعر عربي أندلسي من أهل القرن الخامس عشر الميلادي/ التاسع الهجري. ولد في بسطة في شمال شرقي غرناطة بإمارة غرناطة.سكن برجة في المرية إمامًا، ثم تركها متنقلًا حتى استقر في غرناطة، واتصل بـ«شيوخ الغزاة». أسر خلال سقوط الأندلس، ثم أطلق سراحه. له أشعار متفرقة وديوان جمعت في 1988. واعتبره محمود علي مكي «آخر شعراء الأندلس».

## سيرته
هو عبد الكريم بن محمد القيسي الغرناطي. ولد في بسطة في شمال شرقي غرناطة، في أوائل القرن التاسع الهجري/ عقد 1400م. وبرع في الققه وعمل في التوثيق، تسجيل العقود في المحكمة، ولكنه عاش فقيرًا برغم كان فقيهًا. فقد دعاه أهل برجة من ملحقات المرية في أحد شهور رمضان ليُؤمهم في مسجدهم ويعظهم. وبعده نَعِمَ في أثناء ذلك. 

ثم حدثت بينه وبين ابن الأحوال قاضي بسطة خلافات، فتركها وانتقل إلى مالقة ثم غرناطة، وأستقر فيها. وفي غرناطة اتصل بـ«شيوخ الغزاة»، قادة الحامية التي وضعها الدولة المرينية في الأندلس للدفاع عن أهلها، ومدح منهم الوزير إبراهيم بن عبد البر، وأبا الحسن الشريف. ثم شارك في حروب والمعارك. ولكنه وقع في الأسر محتملًا في حرب غرناطة وبقي فيه عددًا من السنين. ثم اتفق أن أطلق سراحه فعاد إلى غرناطة.

وطالت حياته حتى توفي قبل سقوط الأندلس سنة 898 هـ/ 1492 م. 

## شعره
كان فقيهًا عالمًا، وأديبًا شاعرًا «واضح التعبير كثير الصدق والإخلاص قليل التكلّف ولكنّه كان محبًّا للمبالغة. وفنون شعره الوصف والغزل مع العاف ثم رثاء الأفراد والممالك ثم الهجاء. ونجد في شعره شيئًا من الحُوار وقليلًا من الأناقة. »واعتنى بالتقديم لديوانه بمقدمة نثرية. ويعد ديوان القيسي آخر دواوين الشعراء الأندلس بالعربية، 
واعتبره محمود علي مكي «آخر شعراء الأندلس الشاعر الذي أدرك محنة غرناطة الأخيرة».  نشرت ديوانه في 1988، (ردمك 9789973911063).

ومن شعره يذكر طيب عيشه في برجة:
ومن شعره يتغزل بصبية نصرانية في أسره: